# Something to Believe In/Somebody Put Something in My Drink
Something to Believe In/Somebody Put Something In My Drink è un singolo del gruppo punk Ramones, pubblicato nell'album del 1986 Animal Boy.

## Tracce[2][3]
LATO A
1. Something to Believe In - 4:17

LATO B
1. Somebody Put Something In My Drink - 3:27

## Somebody Put Something in My Drink
La canzone, scritta dal batterista Richie Ramone, deriva da un fatto che l'ha coinvolto: in un bar, dopo aver richiesto un drink che gli venne regolarmente servito, qualcuno nel bicchiere gli aggiunse dell'LSD, rendendolo di fatto un intruglio molto pericoloso da bere.
Questo avvenne durante i suoi primi anni come membro dei Ramones.

## Video diSomebody Put Something in My Drink
Venne filmato un video al concerto in Spagna in cui è stato registrato l'album Loco Live per poterlo promuovere maggiormente ma, per motivi economici, non venne mai completato e pubblicato.
Comunque, una sua versione si può trovare nel doppio DVD It's Alive 1974-1996.
Alla batteria, essendo un filmato live del 1991, è presente Marky Ramone ed al basso C.J..

## Formazione
- Joey Ramone - voce
- Johnny Ramone - chitarra
- Dee Dee Ramone - basso
- Richie Ramone - batteria
- C.J. Ramone - basso (Video)
- Marky Ramone - batteria (Video)

## Cover
Questa canzone è stata reinterpretata dai Children of Bodom nell'album Are You Dead Yet?, e anche dai Meteors, Plan 4, Nosferatu, Mortifer, Farben Lehre ed Acid Drinkers.

## Somebody Put Something in My Drinknella cultura di massa
- È presente nel film del 1987 Tale padre tale figlio con Dudley Moore, Kirk Cameron, e Sean Astin[7]